# Rodolphe II de Bourgogne
Rodolphe II de Bourgogne, né à une date inconnue, souvent estimée vers 880 ou 885, et mort le 12 ou 13 juillet 937, est roi de Haute-Bourgogne (912-937), Basse-Bourgogne (Provence, 933-937) et d'Italie (en pratique de 922 à 925, prétention abandonnée en 933).

## Biographie

### Origines
Rodolphe de Bourgogne est le fils de Rodolphe Ier de Bourgogne, roi de Haute-Bourgogne issu de la famille des Welfs ; et de Willa de Provence, fille du roi de Basse-Bourgogne Boson,. Par sa mère, Rodolphe est le neveu de l'empereur Louis l'Aveugle, fils de Boson.

### Règne
Il accède au trône de Haute-Bourgogne en 912. Il possède l'autorité sur l'abbaye de Saint-Maurice d'Agaune, dont il est abbé laïc.
Il se lie par un pacte d'amitié en 922 à Henri Ier de Germanie qui lui cède une partie du duché de Souabe en échange de la Sainte Lance, qui deviendra plus tard l'un des insignes impériaux. La même année, plusieurs nobles italiens demandent en 922 à Rodolphe II d'intervenir en Italie dans le conflit qui les oppose à l'empereur Bérenger Ier de Frioul ; ils reprochent à Béranger d'utiliser des mercenaires hongrois. Après être entré en Italie, il est couronné roi d'Italie en 922 a Pavie dans la basilique San Michele Maggiore. En 923, il vainc Bérenger à Firenzuola et le force à se retirer sur Vérone. Bérenger est assassiné l'année suivante, meurtre peut-être commandité par Rodolphe. Rodolphe II gouverne alors la Haute-Bourgogne et l'Italie, résidant alternativement dans chaque royaume.[réf. nécessaire]
Cependant, en 925, la noblesse italienne se retourne contre lui et demande à Hugues d'Arles, qui gouverne la Provence en lieu et place du véritable roi Louis III l'Aveugle[réf. nécessaire], de prendre sa place sur le trône d'Italie. Rodolphe revient en Haute-Bourgogne pour se protéger, et[réf. nécessaire] Hugues est couronné roi d'Italie. En 930 Hugues accorde à Rodolphe la Basse-Bourgogne, y compris la Provence, en échange de sa renonciation au trône d'Italie ; après quoi Arles devient la capitale du royaume bourguignon unifié, parfois appelé royaume d'Arles ; un traité est signé dans ce sens en 933.
À sa mort en 937, son fils Conrad III dit le Pacifique lui succède.

## Famille
Marié avec Berthe de Souabe dite "La Filandière", ils ont les enfants suivants :
- Conrad III dit le Pacifique ;
- Burchard Ier, archevêque de Lyon de 949 à 957 ;
- Rodolphe (mort après le 8 avril 962), duc[7] ;
- Adélaïde de Bourgogne, veuve du roi d'Italie, Lothaire d'Arles, elle épouse l'empereur Otton Ier du Saint-Empire.